# Крамер (дворянство)
Крамер — дворянский род, происходящий из Штендаля и восходящий к концу XVI века.
Ещё в конце XIX века там существовал древний дворянский рода Крамер-фон-Клаусбрух (нем. Cramer-von-Clausbruch), подтверждённый в баронском достоинстве Эрнстом II.
Иоанн Крамер служил Борису Годунову и был послан им в Германию для приглашения в Россию профессоров и учёных. Венедлат Крамер переселился в 1682 в Нарву, был там прокурором, а после взятия Нарвы выслан в Казань, где и умер. Род Крамер был внесён во II часть родословной книги Новгородской губернии Российской империи.
Высочайшим повелением от 8 февраля 1884 г., Карл Егорович Крамер и родные братья его, Вильгельм и Роберт, возведены, согласно определению Правительствующего Сената 1 ноября 1883 г., в потомственное дворянство, по именитости предков их, с правом на внесение в первую часть дворянской родословной книги.

## Описание герба
Щит пересечён на золотое и чёрное поля. В нём аист переменных с полями цветов, с червлеными глазами, клювом и ногами.
На щите дворянский коронованный шлем. Нашлемник: встающий аист, поделенный на золотой и чёрный цвета, с червлеными глазами и клювом. Намёт на щите чёрный, подложенный золотом. Девиз: «SEMPER PROBITAS IММОТА» черными буквами на серебряной ленте (Общий Гербовник, XIV, 35).